# 뤄민좡
나민장(羅敏莊, 뤄민좡, 영문명은 Mimi Lo, Mia Lo, 1974년 12월 30일 ~ )은 중화인민공화국 홍콩 특별행정구의 여성 영화배우, 연극배우, 가수, 작사가, 텔레비전 연기자, 방송인이다.

## 생애
홍콩에서 출생하였으며 지난날 한때 마카오에서 잠시 유아기를 보낸 적이 있는 그녀는 1992년 홍콩 영화 《남강전지반비조풍운(藍江傳之反飛組風雲)》의 단역을 통하여 영화배우 데뷔하였고 2년 후 1994년 연극배우 데뷔하였으며 이듬해 1995년 가수 데뷔하였고 2년 후 1997년 뮤지컬 배우 데뷔하였으며 1년 후 1998년부터는 텔레비전 드라마에도 출연하기 시작하였다.
배우자는 홍콩의 영화배우 겸 텔레비전 연기자 천궈방(陳國邦)이며 그와의 사이에 1녀가 있다.

## 출연작

### TV 드라마
- 운해옥궁연